# Paul de la Croix
Pour les articles homonymes, voir de La Croix.
Paul de la Croix, né le 3 janvier 1694 à Ovada (aujourd'hui en Italie) dans le duché de Savoie pendant la guerre de la Ligue d'Augsbourg et décédé le 18 octobre 1775 à Rome dans les États pontificaux est un prêtre italien, mystique et ardent prédicateur de la Passion du Christ. Il est le fondateur de la Congrégation de la Passion de Jésus-Christ (Passionistes) et reconnu saint par l'Église catholique.

## Biographie
- 3 janvier 1694 : Paolo Francesco (Paul François) Danei naît à Ovada (Italie). Il est le fils de Luchino, commerçant, et d'Anna Maria Massari et l’aîné d’une famille de 16 enfants, dont seulement six survivront après l’enfance.
- 1695 : naissance de Jean-Baptiste Danei, frère cadet et compagnon durant toute la vie de Paul de la Croix.
- Été 1713 est le moment de la « conversion » de Paul : il reçoit une grande illumination et décide de se vouer totalement à Dieu.
- 22 novembre 1720 : Paul est revêtu de l’habit de pénitence des ermites, par Mgr Gattinara, son évêque. Il commence alors une retraite de 40 jours dans une pièce située dans l’église de Saint-Charles (Castellazzo Bormida). Là il rédige la règle de sa future congrégation, ainsi que son « journal spirituel », joyau de sa spiritualité.
- 28 octobre 1721 : son frère Jean-Baptiste est revêtu du même habit que Paul et s’engage avec lui dans la vie consacrée.
- 21 mai 1725 : en l’église de la Navicella, Paul reçoit oralement du pape Benoît XIII la permission de réunir des compagnons.
- 7 juin 1727 : tous deux sont ordonnés prêtres par le pape dans la basilique Saint-Pierre à Rome.
- Mars 1728 : retour au Monte Argentario, où ils vivent dans un pauvre ermitage dédié à saint Antoine. Petit à petit une communauté religieuse se constitue ; en 1730, elle réunit sept personnes.
- 1730 : mission paroissiale de Paul et Jean-Baptiste à Talamone. Projet de construction d’une Retraite, dédiée à la Présentation de Marie au Temple, sur l’Argentario.
- 14 septembre 1737 : inauguration de la première retraite (retraite passioniste) de la congrégation des Passionistes.
- 13 mai 1741 : le pape Benoît XIV approuve la règle de la nouvelle congrégation, mais pas encore la congrégation elle-même.
- Mars 1744 : ouverture des retraites de Vetralla et de Soriano (Saint-Eutizio). Paul s’installe à Vetralla.
- 18 avril 1746 : approbation de la congrégation, en tant que telle, par un « bref » pontifical.
- 1748-1750 : coalition de plusieurs ordres mendiants contre la congrégation passioniste. Un procès est ouvert à Rome. Victoire des passionistes.
- 1758-1760 : ultime tentative pour l’obtention des vœux solennels.
- 30 août 1765 : mort de Jean-Batiste à Vetralla. Paul l’assistera.
- novembre 1766 - mai 1767 : visite aux Retraites du sud de Rome. C'est pour Paul un triomphe populaire.
- 1770: 29 mars - 9 mai : dernier voyage à Tarquinia et à l'Argentario. Paul visite le monastère destiné à ses moniales. 30 septembre: rescrit d'approbation des Règles des moniales.
- 3 mai 1771 : Clément XIV autorise l'ouverture du premier monastère des moniales passionistes à Tarquinia. Marie Crucifiée Costantini et 10 jeunes femmes y font leur profession religieuse. Paul ne pourra participer à l’inauguration.
- 18 octobre 1775 : mort à Rome de Paul de la Croix, à l’âge de 81 ans. Sa tombe se trouve dans la basilique Santi Giovanni e Paolo de Rome.
- 29 juin 1867 : canonisation De Paul de la Croix par Pie IX.

## Doctrine spirituelle

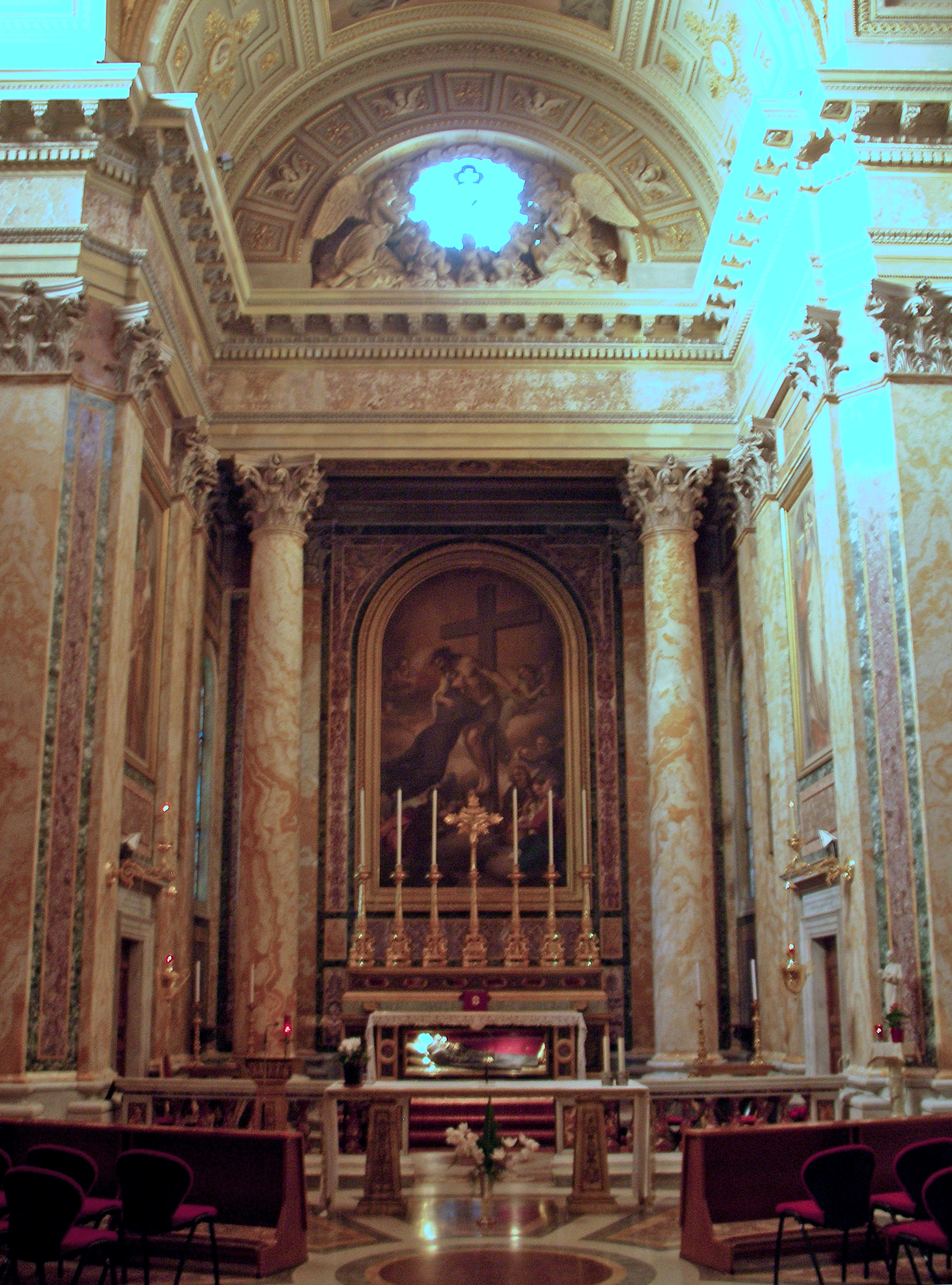
Châsse de saint Paul de la Croix dans la Basilique des Saints Jean et Paul à Rome.

La doctrine de Paul de la croix résulte d'une expérience personnelle éclairée par des auteurs également expérimentés dans le domaine de la vie intérieure. Il commence sa vie d'ermite avec une très grande connaissance de saint François de Sales et des deux grands docteurs du Carmel: saint Jean de la Croix et sainte Thérèse d'Avila. À 50 ans, au sommet de sa maturité spirituelle et apostolique, il découvre les écrits de Jean Tauler. Sa mystique de la Passion et de la kénose en est approfondie.

## Passionistes
- Passioniste - Congrégation passioniste
- Retraite passioniste - les maisons religieuses des passionistes
- Saint Vincent-Marie Strambi - Religieux Passioniste - Conseiller et confesseur du Pape Léon XII
- Gemma Galgani - vierge stigmatisée
- Charles Houben - le saint de Mont Argus
- Gabriel de l'Addolorata - religieux passioniste
- Maria Goretti - vierge martyre
- Innocent Canoura Arnau - religieux martyr
- Dominique Barberi - apôtre de l'œcuménisme
- Marie Crucifiée Costantini - fondatrice des moniales passionistes
- Moniales passionistes - les premières religieuses de la famille passioniste
- Enrico Zoffoli - théologien passioniste
- Georges Spencer - apôtre de la prière pour l'Angleterre
- Candido Amantini - exorciste de Rome